# علي زين العابدين هيكل
علي زين العابدين هيكل (1954-) أستاذ الطرق بقسم الأشغال العامة بكلية الهندسة في جامعة عين شمس، ووكيل كلية الهندسة لشؤون البيئة وخدمة المجتمع جامعة عين شمس في الفترة من 2006 إلى 2008. ووزير النقل في حكومة عصام شرف. ولد في عام 1954.

## حياته العملية
حصل على بكالوريوس الهندسة جامعة عين شمس عام 1975، وحصل على ماجستير في الهندسة المدنية جامعة عين شمس عام 1978، كما حصل على دكتوراة في النقل وهندسة المرور من أمريكا عام 1983، وعمل بعدها خلال الفترة من 1983 إلى 1984 في مجالات الاستشارات الهندسية العربية بالولايات المتحدة الأمريكية.

## مناصبه
يشغل منصب أستاذ هندسة الطرق بهندسة عين شمس ورئيس قسم الأشغال العامة بالكلية.